# 三宅島空港

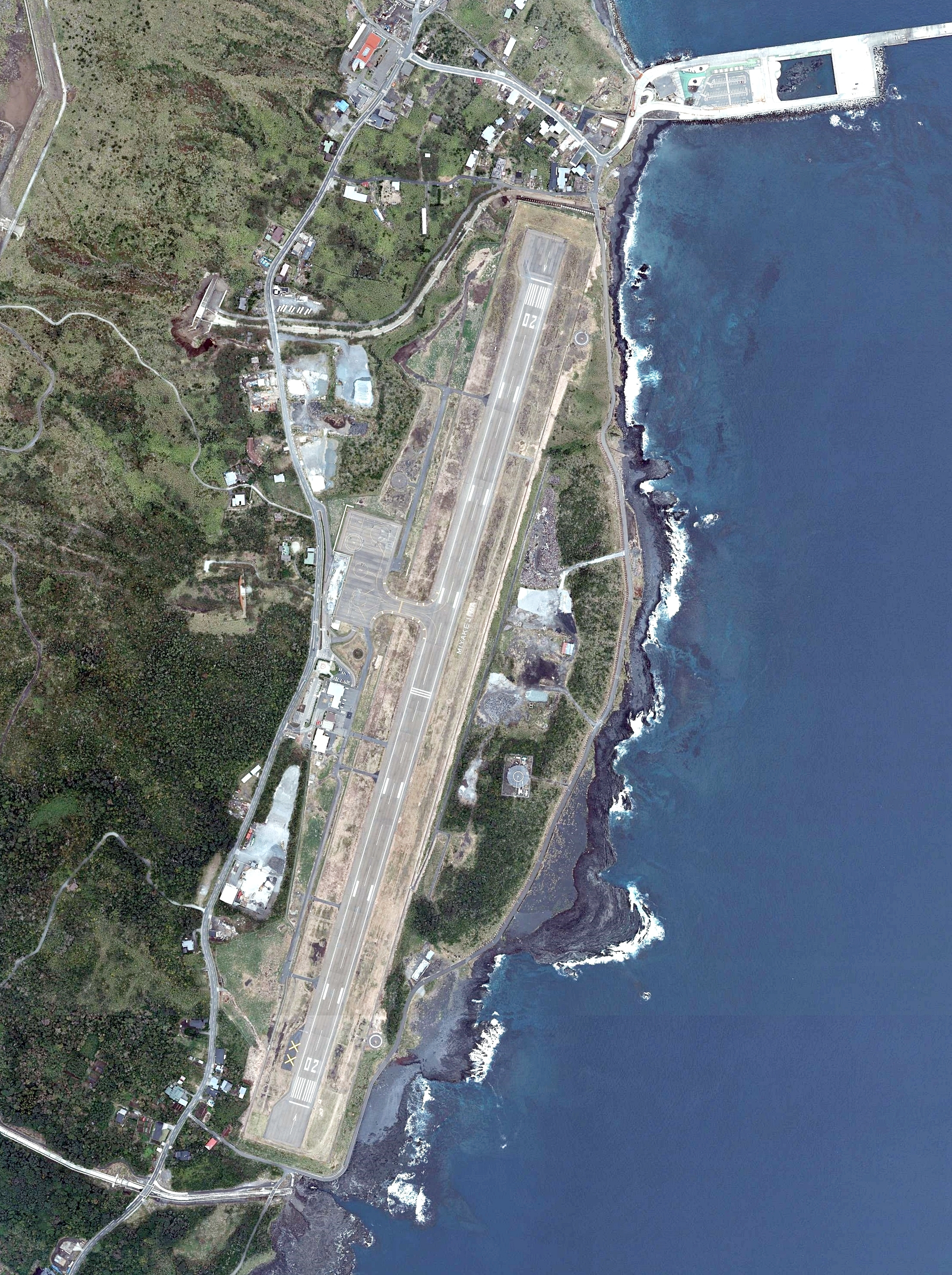
三宅島空港周辺の空中写真（2010年）

三宅島空港（みやけじまくうこう Miyakejima Airport）は、東京都三宅村（三宅島）にあり、東京都港湾局が運営する地方管理空港。

## 沿革
- 1966年（昭和41年）3月 - 第三種空港として開港。滑走路1100m
- 1976年11月15日 - 滑走路1200mに延長
- 1983年 - 火山災害により、10月3日から8日まで空港閉鎖
- 1986年 - ターミナルビル増改築
- 2000年（平成12年） - 雄山噴火により空港閉鎖。三宅島空港発着全便が運休
- 2008年4月26日 - 全日本空輸（ANA）[1]の東京国際空港との定期便を再開
- 2014年
  - 3月31日 - ANAの東京国際空港との定期便を廃止[2]
  - 4月2日 - 新中央航空の調布飛行場との定期便が就航[3][4]
- 2018年11月1日 - 東邦航空の東京愛らんどシャトル（ヘリコプター定期便）の運航を再開。[5]
- 2022年（令和4年）10月1日 - リモート管制が東京国際空港から新千歳空港に移管[6][7]
- 2025年（令和7年）8月 - 滑走路を1060mに短縮予定[8]

## 運航路線
- 新中央航空 (CUK) 
  - 調布飛行場
- 東邦航空 
  - 大島空港
  - 御蔵島ヘリポート

過去に存在した定期就航路線
- 全日本空輸 (ANA) 
  - 東京国際空港

## 交通
- 三宅村営バス （空港前停留所）

## 三宅村場外離着陸場（定期便休止）

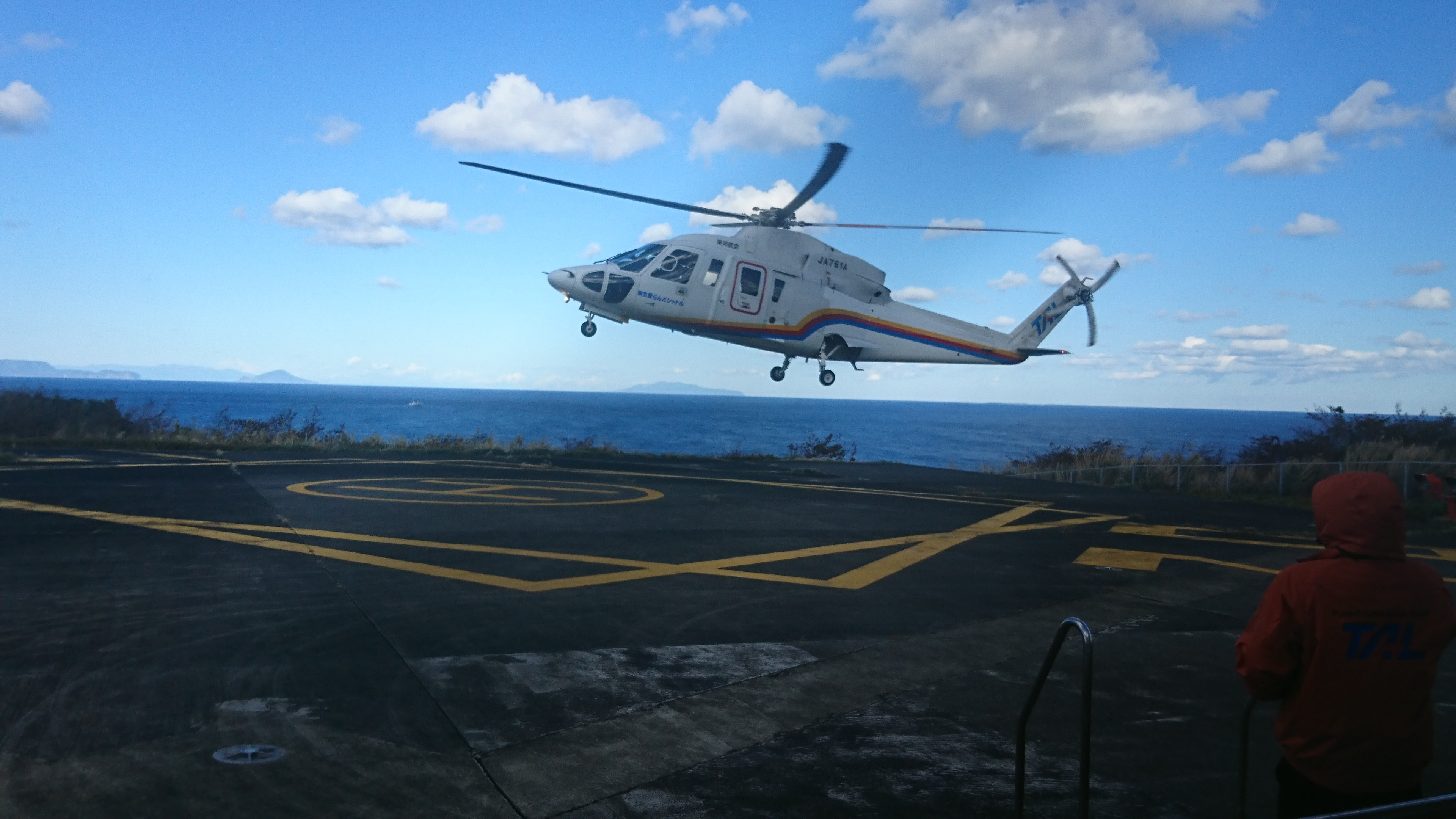
三宅村場外離着陸場に着陸する東邦航空所有機

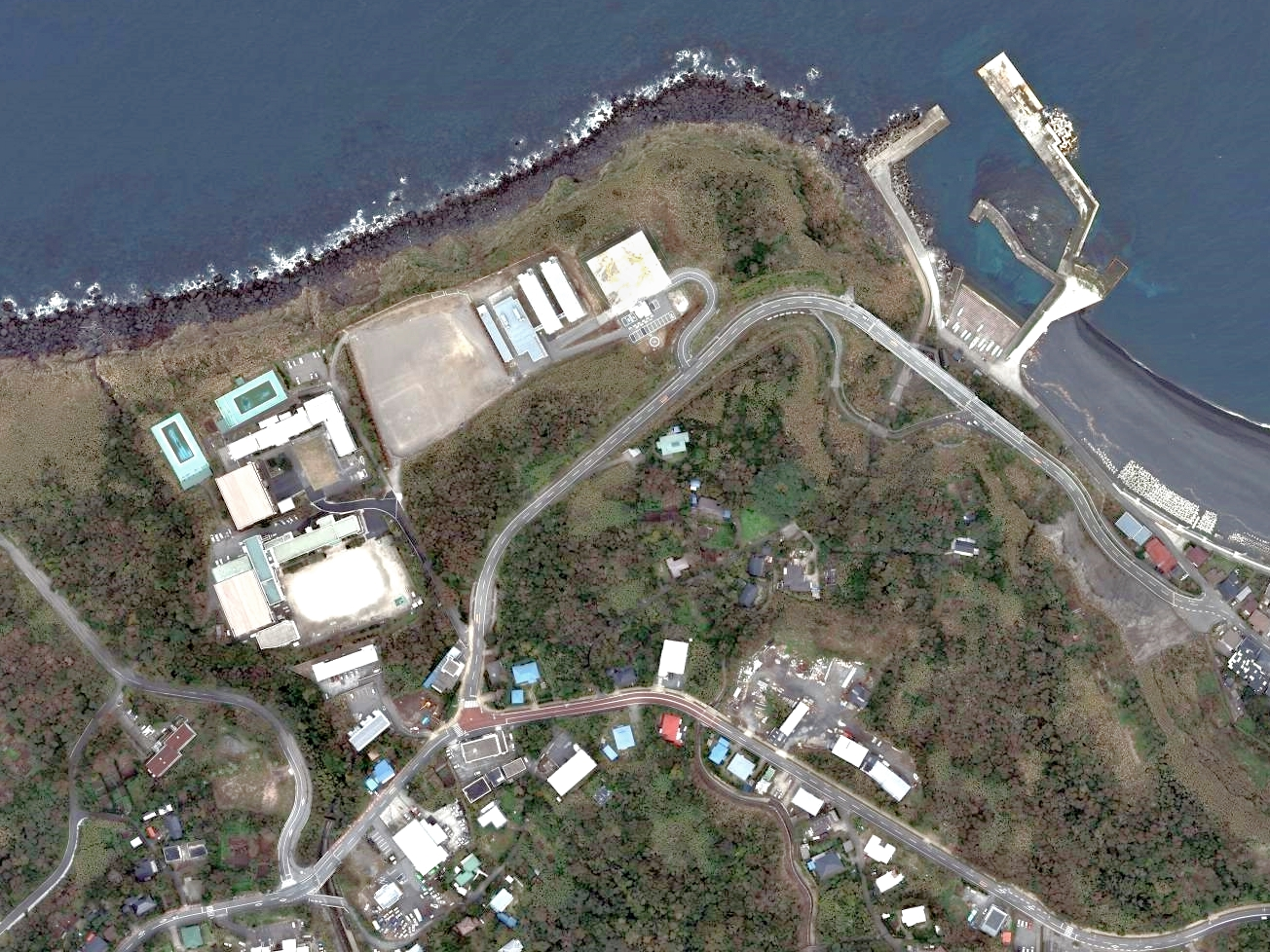
三宅村場外離着陸場（休止中）の空中写真（2010年）

島の北端部にあたる伊豆・神着地区に整備されたヘリポートである。帰島に備えて島内の防災工事を行う際に整備された、作業員宿舎のヘリポートを活用したものであり、宿舎は現在も残されている。宿舎には火山ガスを濾過する装置が備えられており、伊豆緊急避難施設として、火山ガス濃度が高まった際の避難所になっている。東邦航空が運航する東京愛らんどシャトルでは、2005年（平成17年）6月に場外離着陸場発着にて大島空港便が暫定再開され、同年10月より御蔵島便も含めた定期運航が再開された。空港運用が再開された後も引き続き場外離着陸場発着となっていたが、2018年（平成30年）11月1日より三宅島空港での発着を再開したため、定期便発着は休止となりチャーター便のみの発着となった。
過去の就航路線（東京愛らんどシャトル）
- 大島空港
- 御蔵島ヘリポート
- 利島ヘリポート（大島空港経由）
- 八丈島空港（御蔵島経由）

## 火山噴火の影響
2000年（平成12年）の火山噴火による全島避難に伴い、閉鎖された。2005年（平成17年）に島内一部地域で避難指示が解除されたが、空港の一部は高濃度火山ガスのために立入禁止区域となっており、閉鎖は継続された。2007年（平成19年）8月24日、東京都は条件次第での運航が可能と判断し、2008年（平成20年）4月26日より当面1日1便、最終的には噴火前と同じ1日2便の定期便運航を再開する方針を固め、予定通り4月26日より火山ガスの濃度に問題がない場合に限り1日1往復の運航を再開した。

## 火山ガスの影響
準居住地区に変更される2013年（平成25年）7月までは、空港ターミナルビルの南側を境に、北側は坪田高濃度地区（後に三池・沖ヶ平地区に改称）に指定されていた。高濃度地区は4時間以上の滞在が禁止されていたが、このこと自体は空港を再開できなかった理由ではない。同じ坪田高濃度地区には三池港や村営バス車庫があり、いずれも4時間以内の滞在を条件に使用されていた。
東京都は空港再開を目的として、ターミナルビル南側の高濃度地区から僅かに外れた場所に、仮ターミナルビルを建設し、2006年（平成18年）3月に落成した。以後、この建物は東京都の三宅島空港管理事務所として利用されている。
その後、準居住地区についても2015年（平成27年）9月に全て解除されている。

### ANA就航時
ANAは仮ターミナルビル完成以後も運航を再開しなかった。三宅島周辺上空の火山ガス濃度が不明であり、高濃度ガス内を飛行すると機内に吸入して乗員乗客の健康を損なうおそれがあること、火山ガスによる機体の腐食を防止するため洗浄作業が必要になることを理由としている。三宅島周辺上空の火山ガスを測定する機器を設置して観測を行ったところ、風速5 - 8mの西風の状況でなければ火山ガスの影響は少なく、運航に支障がないことがわかったため、その後の協議を経て2008年（平成20年）4月26日に運航を再開した。ANAホームページにて午前6時30分に運航見通しが発表され、東京国際空港出発1時間前に最終的な運航可否が決定する。
2014年3月31日、ボンバルディア DHC-8-Q300が退役するのと同時にANAは路線を休止した。最終日は火山ガスにより出発が遅れたが、結局三宅島空港に着陸することができずに羽田に引き返した。